# Заполье (Лельчицкий район)
Заполье (бел. Заполье) — деревня в Лельчицком районе Гомельской области Беларуси. В составе Буйновичского сельсовета.
Кругом лес.

## География

### Расположение
В 39 км на северо-восток от Лельчиц, 62 км от железнодорожной станции Мозырь (на линии Гомель — Лунинец), 195 км от Гомеля.

## Транспортная сеть
Транспортные связи по просёлочной, затем автомобильной дороге Лельчицы — Мозырь. Планировка состоит из короткой прямолинейной улицы, ориентированной с юго-запада на северо-восток. Застройка деревянная, усадебного типа.

## История
Согласно письменным источникам известна с XIX века как селение в Буйновичской волости Мозырского уезда Минской губернии. В 1931 году жители вступили в колхоз. Во время Великой Отечественной войны в ноябре 1942 года оккупанты сожгли деревню и убили 3 жителей. Согласно переписи 1959 года в составе совхоза «Буйновичи» (центр — деревня Буйновичи).
До 1 декабря 2013 года в составе Острожанского сельсовета.

## Население

### Численность
- 2004 год — 5 хозяйств, 7 жителей.

### Динамика
- 1897 год — 11 дворов, 79 жителей (согласно переписи).
- 1908 год — 17 дворов, 82 жителя.
- 1917 год — 109 жителей.
- 1921 год — 20 дворов, 129 жителей.
- 1940 год — 40 дворов, 185 жителей.
- 1959 год — 123 жителя (согласно переписи).
- 2004 год — 5 хозяйств, 7 жителей.
- 2012 год — 4 жилых дворов, 5 жителей.